# Álvaro Barreal
Álvaro Martín Barreal (ur. 17 sierpnia 2000 w Buenos Aires) – argentyński piłkarz występujący na pozycji lewego pomocnika, od 2025 roku zawodnik brazylijskiego Santosu.